# Luis Martínez Domínguez
Luis Martínez Domínguez (Torrevella ? - 1951) fou un advocat i polític valencià. Membre de la Reial Societat Econòmica d'Amics del País, políticament militava al sector "demòcrata" del Partit Liberal Fusionista com a seguidor de Joaquín Chapaprieta Torregrosa. Va ser escollit diputat de la Diputació d'Alacant pel districte Oriola-Dolors i fou president de la diputació del maig de 1913 el gener de 1914, quan va presentar la dimissió a causa de la difícil situació econòmica de la institució.